# خط طول 156° غرب
خط طول 156° غرب هو أحد خطوط الطول الجغرافية، والتي تمتد من القطب الشمالي الجغرافي إلى القطب الجنوبي الجغرافي، وحسب التحويل الزمني يتأخر خط طول 156° غرب عن خط غرينتش بـ10 ساعة و24 دقيقة.

## من القطب إلى القطب
ينطلق خط طول 156° غرب من القطب الشمالي نحو القطب الجنوبي مرورا بالمناطق التي ترد في الجدول التالي:
| الإحداثيات                           | البلد أو الإقليم أو البحر | ملاحظات |
| ------------------------------------ | ------------------------- | --- |
| 90°0′N 156°0′W / 90.000°N 156.000°W  | المحيط المتجمد الشمالي    | |
| 71°11′N 156°0′W / 71.183°N 156.000°W | الولايات المتحدة          | ألاسكا |
| 57°33′N 156°0′W / 57.550°N 156.000°W | المحيط الهادئ             | مرورا بغرب Chirikof Island, ألاسكا, الولايات المتحدة (في 55°54′N 155°33′W / 55.900°N 155.550°W) |
| 20°48′N 156°0′W / 20.800°N 156.000°W | الولايات المتحدة          | هاواي — ماوي (جزيرة) island |
| 20°42′N 156°0′W / 20.700°N 156.000°W | المحيط الهادئ             | ʻAlenuihāhā Channel |
| 19°49′N 156°0′W / 19.817°N 156.000°W | الولايات المتحدة          | هاواي — هاواي (جزيرة) island |
| 19°38′N 156°0′W / 19.633°N 156.000°W | المحيط الهادئ             | مرورا بغرب Starbuck Island, كيريباتي (في 5°37′S 155°56′W / 5.617°S 155.933°W) · The meridian defines the western حدود بحرية of the جزر كوك من 8°0′S 156°0′W / 8.000°S 156.000°W to 23°0′S 156°0′W / 23.000°S 156.000°W |
| 60°0′S 156°0′W / 60.000°S 156.000°W  | المحيط الجنوبي            | |
| 77°7′S 156°0′W / 77.117°S 156.000°W  | القارة القطبية الجنوبية   | منطقة روس, المطالب الإقليمية بالقارة القطبية الجنوبية by نيوزيلندا |